# Tiberius Claudius Numidicus
Tiberius Claudius Numidicus war ein im 2. Jahrhundert n. Chr. lebender Angehöriger des römischen Ritterstandes (Eques).
Durch ein Militärdiplom, das auf den 3. Mai 112 datiert ist, ist belegt, dass Numidicus 112 Kommandeur der Ala I Aravacorum et Hispanorum war, die zu diesem Zeitpunkt in der Provinz Pannonia superior stationiert war.